# Enric Gensana i Merola
Enric Gensana i Merola (Barri de Pardinyes, Lleida, 3 de juny del 1936 - 28 de setembre del 2005) fou un futbolista català que feu la major part de la seva carrera al FC Barcelona, en la posició de defensa central. Va ser internacional amb la selecció espanyola.

## Carrera esportiva
Es va iniciar en el futbol com a jugador de la UE Lleida a 2a Divisió, on coincidí amb Gonzalvo III, Basora i Moreno, tot i que ràpidament fou observat i incorporat a les files del FC Barcelona l'any 1956, on va romandre fins a l'any 1964 i va marcar 27 gols en els 278 partits que va jugar.
Gensana va jugar tant de mig volant com de defensa central, posicions en les quals va assolir la titularitat indiscutible durant les 8 temporades que va estar a l'equip culer. La clau del seu joc estava en el seu gran físic i la seva entrega. El seu joc aeri era molt bo, utilitzat tant en defensa com en atac, on s'incorporava amb facilitat des de la línia defensiva. Només una important lesió de menisc el va fer retirar-se del futbol de gran nivell. Al costat de Joan Segarra va formar un tàndem defensiu mític.
Sens dubte, dues lesions marcaran la seva carrera. La primera el 1962, que li va impedir defensar la selecció espanyola al Mundial de Xile i una altra el 1963 que va precipitar la seva retirada. Els seus últims partits els va disputar cedit a l'Osasuna i més tard al Condal. Malgrat no anar al Mundial de Xile, va tenir una destacada actuació amb la selecció espanyola, amb la qual va disputar 10 partits i va marcar 2 gols (xifra res negligible tenint en compte la seva posició en el camp).
Gensana va formar part d'una de les èpoques més glorioses del FC Barcelona, aconseguint 2 Lligues, 3 Copes i 2 Copes de Fira, disputant a més la final nefasta i inoblidable del Wankdorfstadion de Berna el 31 de maig de 1961, on el FC Barcelona va estavellar quatre pilotes al pal i es va fer un gol en pròpia porteria, perdent la final de la Copa d'Europa davant el Benfica de Lisboa.
Després de la seva desvinculació com a jugador del Barça, Gensana va estar vinculat a l'Agrupació Barça Veterans del club blaugrana i participava en actes relacionats amb les penyes barcelonistes.

## Equips
- UE Lleida (1955-1956).
- FC Barcelona (1956-1964).
- Club Atlético Osasuna (1964-1965), cedit.
- Club Deportiu Comtal (1965-1966).

## Palmarès
- 2 Lligues: 1958-59, 1959-60.
- 3 Copes: 1956-57, 1958-59, 1962-63.
- 2 Copes de Fires: 1955-58 1958-60.
- 1 Mundialet de Clubs: 1957.

## Premis individuals
- Considerat el millor defensa de les Copes d'Europa de 1959-60 i de 1960-61
- Millor jugador del Mundialet del 1957.